# Rokytne (Bila Zerkwa)
Rokytne (ukrainisch Рокитне, russisch Ракитное Rakitnoje) ist eine Siedlung städtischen Typs in der ukrainischen Oblast Kiew mit 11.200 Einwohnern (2016).

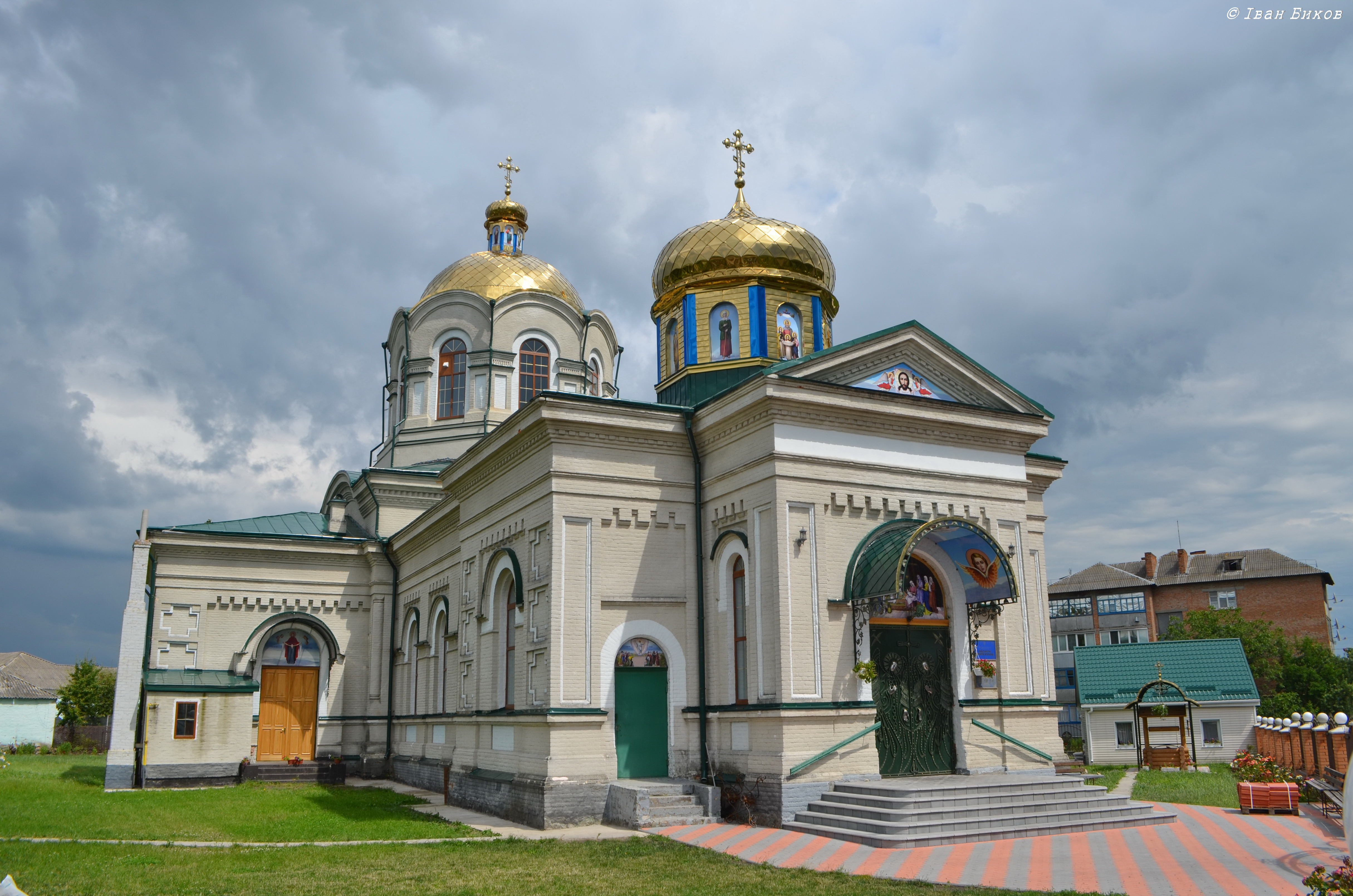
Orthodoxes Kirchengebäude in Rokytne

Die Gründung der Siedlung erfolgte im Jahr 1518, den Status einer Siedlung städtischen Typs erhielt Rokytne 1957, bis Juli 2020 war sie Verwaltungssitz des Rajons Rokytne und liegt am linken Ufer des Ros. Die Hauptstadt Kiew liegt 95 km nordöstlich der Stadt.

## Verwaltungsgliederung
Am 12. Juni 2020 wurde die Siedlung zum Zentrum der neugegründeten Siedlungsgemeinde Rokytne (Рокитнянська селищна громада/Rokytnjanska selyschtschna hromada). Zu dieser zählen auch die 22 in der untenstehenden Tabelle aufgelisteten Dörfer, bis dahin bildete sie die gleichnamige Siedlungsratsgemeinde Rokytne (Рокитнянська селищна рада/Rokytnjanska selyschtschna rada) im Zentrum des Rajons Rokytne.
Am 17. Juli 2020 kam es im Zuge einer großen Rajonsreform zum Anschluss des Rajonsgebietes an den Rajon Bila Zerkwa.
Folgende Orte sind neben dem Hauptort Rokytne Teil der Gemeinde:
| Name                     | Name          | Name                               |
| ukrainisch transkribiert | ukrainisch    | russisch                           |
| ------------------------ | ------------- | ---------------------------------- |
| Bakumiwka                | Бакумівка     | Бакумовка (Bakumowka)              |
| Byrjuky                  | Бирюки        | Бирюки (Birjuki)                   |
| Buschewe                 | Бушеве        | Бушево (Buschewo)                  |
| Kalyniwka                | Калинівка     | Калиновка (Kalinowka)              |
| Kolesnykowe              | Колесникове   | Колесниково (Kolesnikowo)          |
| Lubjanka                 | Луб’янка      | Лубянка                            |
| Ljubka                   | Любка         | Любка                              |
| Makiwka                  | Маківка       | Маковка (Makowka)                  |
| Nastaschka               | Насташка      | Насташка                           |
| Nowa Makiwka             | Нова Маківка  | Новая Маковка (Nowaja Makowka)     |
| Olschanyzja              | Ольшаниця     | Ольшаница (Olschaniza)             |
| Ostriw                   | Острів        | Остров (Ostrow)                    |
| Perschotrawnewe          | Першотравневе | Першотравневое (Perschotrawnewoje) |
| Puhatschiwka             | Пугачівка     | Пугачовка (Pugatschowka)           |
| Romaschky                | Ромашки       | Ромашки (Romaschki)                |
| Sapruddja                | Запруддя      | Запрудье (Saprudje)                |
| Sawynzi                  | Савинці       | Савинцы (Sawinzy)                  |
| Scharky                  | Шарки         | Шарки (Scharki)                    |
| Schytni Hory             | Житні Гори    | Житные Горы (Schitnyje Gory)       |
| Synjawa                  | Синява        | Синява (Sinjawa)                   |
| Teleschiwka              | Телешівка     | Телешовка (Teleschowka)            |
| Trojizke                 | Троїцьке      | Троицкое (Troizkoje)               |

## Söhne und Töchter der Siedlung
- Dmitri Ludwigowitsch Tomaschewitsch (1899–1974), sowjetischer Flugzeugkonstrukteur
- Issaak Michailowitsch Zidilkowski (1923–2001), ukrainisch-russischer Physiker
- Kateryna Hryhorenko (* 1985), Skilangläuferin
- Oleksij Krassowskyj (* 1994), Skilangläufer